# Flo Steinberg
Florence Steinberg (17 de marzo de 1939, Boston, Massachusetts, Estados Unidos-23 de julio de 2017) fue una editora estadounidense que publicó uno de los primeros cómics independientes, la historieta alternativa y underground Big Apple Comix, en 1975. En la editorial Marvel Comics fue la secretaria del editor Stan Lee, recepcionista y enlace con los fanáticos durante la edad de plata de las historietas durante la década de 1960. Fue una participante clave y testigo de la expansión de Marvel de una editorial de dos personas a un conglomerado de la cultura pop.
Steinberg apareció de forma ficticia en cómics de Marvel Comics, fue ponente en convenciones de cómics y fue el tema de un perfil de revista.

## Primeros años
Steinberg nació en Boston, Massachusetts, Estados Unidos y creció en los barrios Dorchester y Mattapan de esa ciudad. Su padre era taxista, su madre taquígrafa pública y era parte de una familia judía. Asistió a la Roxbury Memorial High School para niñas, en la que fue presidenta del consejo estudiantil durante un periodo. Steinberg se especializó en historia en la Universidad de Massachusetts Amherst, donde fue integrante de la sororidad Sigma Delta Tau, y recibió su grado de licenciatura en 1960. Más tarde, mientras trabajaba como representante de servicio para la New England Telephone Company en Boston, fue voluntaria en la primera campaña para el senado estadounidense de Ted Kennedy. Después de mudarse a la ciudad de Nueva York en 1963, Steinberg trabajó, como ella lo describió, «de manera menor» para la candidatura al senado de Robert F. Kennedy.

## Carrera

### Marvel Comics en la edad de plata de las historietas
En marzo de 1963 Steinberg se mudó a la ciudad de Nueva York y, al estilo de las profesionistas jóvenes de esa época, pasó algunos meses viviendo en una sede de la YWCA y buscando trabajo a través de agencias de empleo. En una entrevista de 2002 dijo que:
Después de un par de entrevistas, me enviaron a esta editorial llamada Magazine Management. Allí conocí a un tipo de nombre Stan Lee, que buscaba lo que llamaban entonces una «gal Friday». [...] Stan tenía una oficina para él solo en un piso enorme de otras oficinas, que albergaba a las muchas partes de la división de revistas. [...] Management publicaba a Marvel Comics, así como a muchas revistas para hombres, revistas de cine, libros crucigramas, revistas románticas, revistas de confesiones, revistas de detectives. [...] Cada departamento tomaba turnos, un día a la semana, cubriendo la central telefónica [...] cuando la operadora habitual tomaba su descanso para almorzar.
En ese momento los únicos miembros del personal de planta de Marvel eran Lee y Steinberg, el resto del trabajo se manejaba de forma independiente. De acuerdo con Steinberg, el gerente de producción de facto, Sol Brodsky, «llegaba y montaba una pequeña mesa de dibujo adicional donde hacía los retoques y la mecánica de los anuncios». Steinberg recordó que el primer Bullpen, una sala repleta de artistas trabajando, que más tarde tarde cobró la imagen mitológica de una casa club en la que personas como Lee, Jack Kirby, Steve Ditko, Don Heck y otros conversaban casualmente, se creó cuando Marvel se mudó a 635 Madison Avenue, en el centro de Nueva York. «Stan finalmente tenía su propia oficina. Había un amplio espacio con ventanas donde yo me encontraba y Sol Brodsky, ahora en el personal de planta, tenía su propio escritorio». También recordó que en esa época «tenías suerte de ganar 60 dólares por semana recién iniciando un trabajo [...] y Stan me ofreció 65, ¡lo cual fue un gran incentivo para ser contratada!».
Además de trabajar como secretaria de Lee, Steinberg coordinaba y persuadía a los artistas para que entregaran su trabajo antes de la fecha límite acordada, respondía a las cartas de los fanáticos, que incluía el envío a los miembros que habían pagado el kit del club de fans de la Merry Marvel Marching Society, así como también enviaba las ilustraciones a la Comics Code Authority, para que fueran evaluadas y recibieran el sello aprobación de autocensura.  Además, ahuyentaba a fans que se presentaba a la oficina sin invitación, con la esperanza de conocer a los creadores de cómics. «[G]ente comenzó a venir a la oficina. Y tenía que salir y ver qué querían. Y los niños pequeños trataban de escabullirse [...] y tenía que hacerlos tropezar. [...] Todos pensaban que era agradable que los niños llegaran, pero al mismo tiempo [...] esto era un negocio, sabes».

El artista Jim Mooney recordó una vez:
¡Era maravillosa! Ibas a DC [Comics] y era un asunto de negocios, salía de allí sintiendo «oh, Dios, necesito un trago» [risas] Iba a Marvel. entraba y Flo decía, «¡Hola, Jim! ¡Oh, puedo llamaré a Stan [Lee] inmediatamente! ¡¡¡Stan!!! ¡¡¡Jim Mooney está aquí!!!» Y pensaba, «oh, Dios, ¿quién soy? ¿soy una celebridad?». [risas] Ella era genial. No era sólo yo, créeme, eran todos y cualquiera, pero aún así sentía, bueno, que era sólo yo.
La versatilidad de Steinberg la hizo merecedora del sobrenombre «Fabulous Flo» (fabulosa Flo), a la usanza de muchos otros apodo afectuosos en Marvel Comics. Steinberg recordó:
... me abrumé con el correo de fans y la Merry Marvel Marching Society que Stan [Lee] comenzó. ¡Sencillamente había tanto trabajo! Necesité ayuda adicional y recibí esta maravillosa carta de una chica universitaria en Virginia llamada Linda Fite. Vino y fue contratada para ayudarme, aunque finalmente se dedicaría a escribir y al trabajo de producción.
Steinberg entró en contacto con al ambiente del cómic underground después de conocer y hacerse amiga de Trina Robbins, quien había visitado las oficinas de Marvel para entrevistar a Lee para el periódico underground Los Ángeles Free Press . A través de ella, Steinberg se familiarizó con los colaboradores del East Village Other, un periódico underground de la ciudad de Nueva, y conoció a dibujantes underground.[cita requerida]

La periodista Robin Green, quien en 1968 fue la sucesora de Steinberg en Marvel, escribió en la revista Rolling Stone:
Fue hace tres años que fui a trabajar a Marvel Comics. Reemplacé a Flo, cuyo lugar no podría ocupar realmente. Fabulous Flo Steinberg, como era conocida por el público, era tanto una institución en la segunda edad de oro de Marvel como lo era el mismo Stan (The Man) [Lee]. Se unió a Marvel justo después de que Stan había revolucionado a la industria del cómic al darle dimensión a sus personajes, y personalidad, y justo cuando Marvel empezaba a crecer.

### Carrera posterior
Steinberg dejó Marvel en 1968. «Simplemente estaba cansada. Los últimos años fueron tan largos porque el correo de los fans era abrumador. Llegaban bolsas de él y había que dar reconocimiento a todas». El puesto que ocupó, después de cinco años, no estaba particularmente bien pagado y Steinberg renunció después de que no recibió un aumento salarial, como ella recordó en 1984: «dejé Marvel en 1968. No recuerdo exactamente porqué; fue probablemente porque no pude obtener un aumento [semanal] de 5 dólares».
Marie Severin, al hablar sobre el día de la fiesta de despedida de Steinberg, recordó en 2002:
Pienso que fue la cosa más estúpida que Marvel jamás hizo fue no darle un aumento cuando [Flo Steinberg] lo pidió porque más adelante hubiera sido un elemento clave debido a que era tan honesta y asertiva. [...] En ese momento pensaba «¿Cuál diablos es el problema con estas personas? Es una personalidad. Sabe qué está haciendo. Trata bien a los fans. Es leal a la compañía. ¿Por qué diablos no le dan un aumento decente?» Tontos.

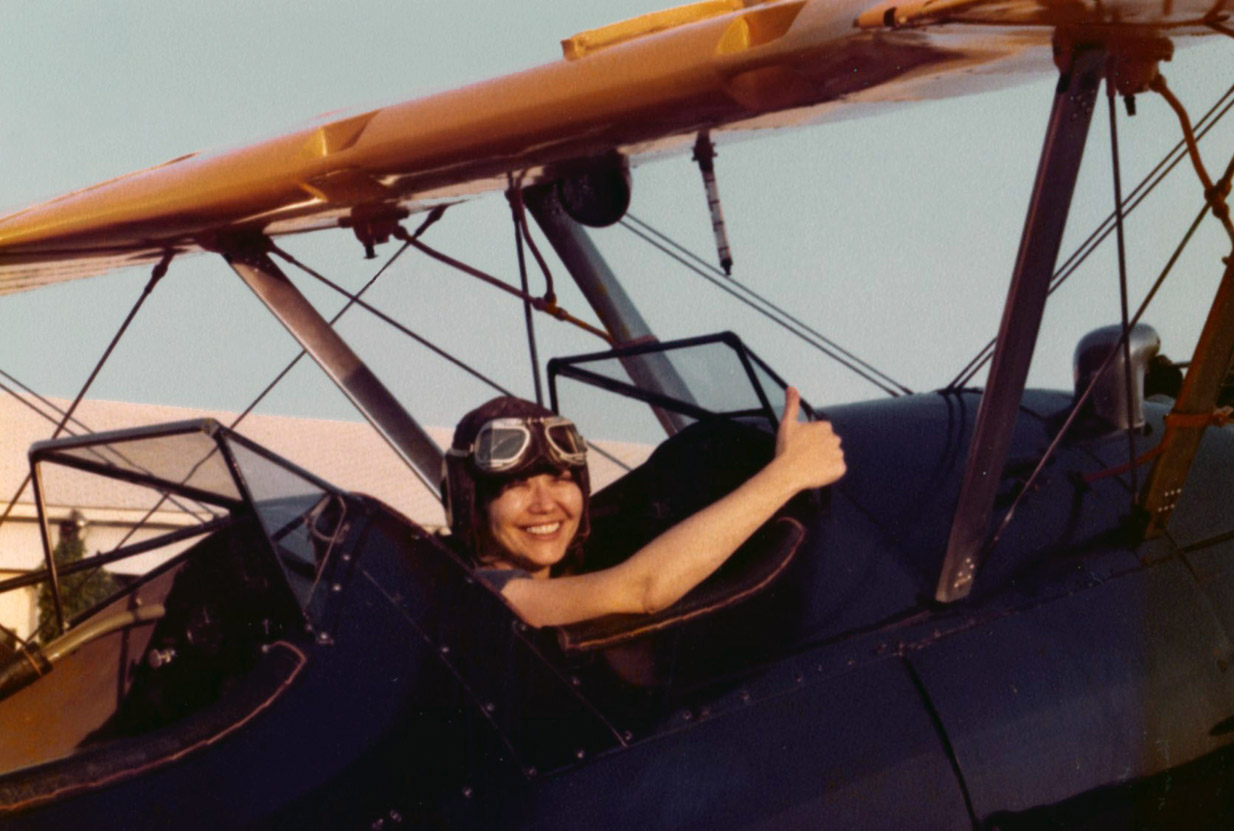
Steinberg en 1980

En ese entonces se había hecho amiga de los artistas de cómics underground de la ciudad de Nueva York, incluyendo a Trina Robbins, Kim Deitch, Michelle Brand y Roger Brand. Después de que esos artistas se mudaron a San Francisco, California, el centro de la escena del cómic underground, Steinberg también se mudó allí durante la segunda mitad de 1970.
Se hizo amiga de caricaturistas como Art Spiegelman y trabajó para la San Francisco Comic Book Company de Gary Arlington antes de abandonar la ciudad después de un año de vivir allí. Steinberg regresó con su familia en Boston por un corto periodo de tiempo y luego se mudó una vez más a la ciudad de Nueva York. Allí, recordó en 1984 que Herb Trimpe, su amigo y artista de Marvel, «tenía un estudio en los 80s [de Manhattan] que no estaba usando, así que me quedé allí y fui a buscar trabajo». Steinberg encontró trabajo dirigiendo Captain Company, la división de pedidos por correo de editorial de historietas de terror Warren Publishing, en donde permaneció por tres años.
Habló en un panel Comic Art Convention de Nueva York de 1974 sobre el papel de la mujer en los cómics, junto a Marie Severin, Jean Thomas, que fue colaboradora de su entonces esposo Roy Thomas e Irene Vartanoff, una representante de los fans.
En 1975, Steinberg publicó Big Apple Comix, que representó un vínculo fundamental entre el cómic underground y los cómics independientes modernos, con colaboradores que trabajaban en la industria de la historieta mainstream como Neal Adams, Archie Goodwin, Denny O'Neil, Al Williamson y Wally Wood . El crítico Ken Jones, en una retrospectiva de 1986, sugirió que Big Apple Comix y High Adventure de Mark Evanier pueden haber sido «los primeros cómics alternativos de verdad».
A partir de 1984 fue editora gerente de Arts Magazine, con sede en Manhattan, Nueva York. En la década de 1990, Steinberg volvió a trabajar para Marvel como correctora de pruebas y continuó en ese puesto, al menos a tiempo parcial, hasta 2017.

## Homenajes
Una representación ficticia de Steinberg protagonizó la historieta What If #11 (octubre de 1978),  junto a Stan Lee, Jack Kirby y Sol Brodsky, transformados todos en un a versión alterna de los 4 Fantásticos. Este número, escrito y dibujado por Kirby, presentaba a Steinberg ocupando el rol del personaje Mujer Invisible.
En Ultimate Fantastic Four # 28 (mayo de 2006), el escritor Mark Millar agregó un breve homenaje a Steinberg, en el que aparece como secretaria del presidente Thor en una Tierra poblada casi en su totalidad por superhéroes. Ella le advierte a la Antorcha Humana que no queme la alfombra, a lo que él responde: «Lo sé, lo sé. No hay necesidad de ser tan regañona, señorita Steinberg».

## Muerte
Steinberg murió el 23 de julio de 2017 por complicaciones de un aneurisma cerebral y cáncer de pulmón metastásico. En un comunicado, Marvel elogió a Steinberg por haber «[...] sido siempre sido el corazón de Marvel y una leyenda por derecho propio». Se anunció que sería enterrada en el cementerio judío de Kerhonkson, Nueva York.